# گروناو، نوردراین-وستفالن
شهر گروناو (به آلمانی: Gronau) در ایالت نوردراین-وستفالن در شمال غربی کشور آلمان واقع شده‌است. جمعیت این شهر بر اساس آمار دسامبر ۲۰۱۳ میلادی بالغ بر ۴۵٫۹۹۸ نفر بوده‌است.